# Vindrose (vindmølle)
 For alternative betydninger, se Vindrose. (Se også artikler, som begynder med Vindrose)
Vindrosen er en mangebladet vindmølle, der især har været og bliver brugt til oppumpning af vand. Rotorbladene er fastgjort en yder- og inderring, mens rotoren er holdt oppe i vinden af en gitterkonstruktion. Rotoren er tung, og derfor fremstilles møllen kun i begrænsede størrelser. Vindrosen styres op mod vinden af en vindfane. Den har stort startmoment, og belastes kraftig i stærk vind både i drift og i stilstand, derfor er rotoren udstyret med et sideror der styrer vindrosen ud af vinden i stærk blæst.

## Historie
Konstruktionen er baseret på en teknologi, som Daniel Halladay fra Vermont, USA udviklede og opnåede patent på i 1854. Den var baseret på den hollandske vindmølles vindrose og udelukkende beregnet til at pumpe vand fra brønde. Teknologien havde imidlertid mange andre anvendelsesmuligheder, og i 1884 installeredes en vindrose, der måler 10 meter i diameter på den hollandske mølle i Ruprechtov i Tjekkiet. . Omkring 1880 blev vindrosemotorer indført i Danmark, hvilket gav basis for industriel produktion af møller. Gårdmøllerne var oprindelig baseret på fire vinger, men efter 1880 blev mange bygget efter Hallidays principper. Udbygningen af kraftværker og andre større elproducerende virksomheder betød, at vindrosemøllerne efterhånden forsvandt fra landskabet, både i oprindelseslandet USA og i Danmark. 

## Galleri
- Vindrose i Holland
- Nærbillede af en vindrose
- Vindrose i Wicken Fen (Cambridgeshire)
- Vindrose i Holland

- Wikimedia Commons har flere filer relateret til Vindrose (vindmølle)

## Note
1. ↑  Jacob A.Chr. Bugge, Bogen om vindmøller, ISBN 87-11-03838-1, side 42-45
2. ↑  "Tjekkisk hjemmeside (engelsksproget) om Rupretcov Mølle". Arkiveret fra originalen 4. oktober 2013. Hentet 1. oktober 2013.
3. ↑  Danmarks små vindmøller er i fare Ingeniøren 10. juni 2001